# Jan Żywek

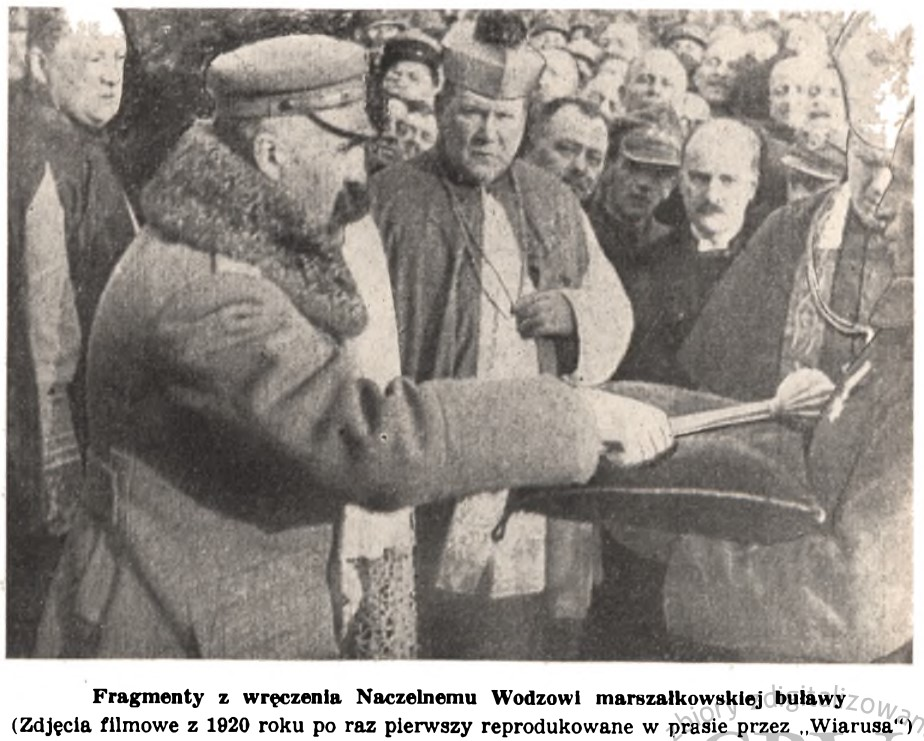
Józef Piłsudski odbiera buławę marszałkowską od kaprala Jana Żywka

Jan Żywek ps. „Duda” (ur. 24 czerwca 1896 w Bronisławiu, zm. 25 czerwca 1945 w Dachau) – sierżant Wojska Polskiego, działacz niepodległościowy, kawaler Orderu Virtuti Militari.

## Życiorys
Urodził się 24 czerwca 1896 w Bronisławiu, w Kieleckiem, w rodzinie Pawła.
Od 1915, w czasie I wojny światowej, walczył w szeregach 5 pułku piechoty Legionów Polskich, w trakcie wojny z bolszewikami w szeregach III batalionu 5 pułku piechoty Legionów jako kapral. Wziął udział we wszystkich walkach pułku. Internowany w obozie w Szczypiornie, z którego uciekł wozem do przewożenia kartofli. Uczestniczył w rozbrajaniu Austriaków w Krakowie, obronie Lwowa, zdobyciu Wilna, ofensywie na Dyneburg i wyprawie kijowskiej, trzykrotnie ranny. Za zlikwidowanie w czerwcu 1920 placówki bolszewickiej przy moście pod Korosteniem i zdobycie karabinu maszynowego został odznaczony Orderem Virtuti Militari.
14 listopada 1920 na placu Zamkowym w Warszawie, jako najmłodszy kawaler Orderu Virtuti Militari wręczył Józefowi Piłsudskiemu buławę marszałkowską.
W Wojsku Polskim służył od 1 czerwca 1922 m.in. w 2. kompanii 9 Baonu KOP w Klecku i 24 Baonie KOP w Sejnach. Na początku lat 20. XX wieku był odkomenderowany do Sulejówka, gdzie ochraniał Józefa Piłsudskiego, a w wolnych chwilach bawił się z córką marszałka Jadwigą „Jagódką”. W styczniu i lutym 1937, już w stopniu sierżanta, był dowódcą plutonu szkolnego i kierownikiem trzytygodniowego kursu sanitarnego, zorganizowanego przy Baonie KOP „Sejny” dla żołnierzy Brygady KOP „Grodno”.
W czasie II wojny światowej był więźniem obozu koncentracyjnego Dachau. Zmarł 25 czerwca 1945 w Dachau już po wyzwoleniu obozu przez Amerykanów. Został pochowany na miejscowym cmentarzu Waldfriedhof  .

## Ordery i odznaczenia
- Krzyż Srebrny Orderu Wojskowego Virtuti Militari nr 600 – 22 lutego 1921[13][14][15][16][17]
- Krzyż Niepodległości – 23 grudnia 1933 „za pracę w dziele odzyskania niepodległości”[18]
- Krzyż Walecznych czterokrotnie[1][19]
- Brązowy Krzyż Zasługi – 1938 „za zasługi w służbie ochrony pogranicza”[20]
- Medal Pamiątkowy za Wojnę 1918–1921[21]
- Medal Dziesięciolecia Odzyskanej Niepodległości[21]
- Odznaka pamiątkowa Korpusu Ochrony Pogranicza[21]